# 谭旭光
谭旭光（1961年—），山东潍坊人，汉族，中华人民共和国政治人物、全国人民代表大会山东地区代表。
毕业于天津大学机械制造及自动化专业。担任山东重工集团董事长，同时担任旗下企业潍柴集团（含潍柴动力、潍柴雷沃）、中国重汽董事长。加入中国共产党。2008年起担任全国人大代表。2013年，担任全国人大代表。
2014年9月，英国《金融时报》暗示谭旭光之女谭颖卷入到摩根士丹利华鑫证券为赢得业务而聘用“官二代”的事件之中。2018年2月24日，当选为第十三届全国人大代表。